# Poręba (szczyt)
Poręba (niem. Gross Hau lub Grosshau, 671 m n.p.m.) – najwyższy szczyt Grzbietu Wschodniego Gór Kaczawskich. Leży w jego południowej części. Tworzy rozległy, spłaszczony masyw, od którego odchodzą grzbiety w kilku kierunkach.
Zbudowana jest z zieleńców i łupków zieleńcowych należących do metamorfiku kaczawskiego, które na zboczach, zwłaszcza w południowej części masywu, tworzą niewielkie skałki.
Na szczycie Poręby stoi radar meteorologiczny IMGW.

## Szlaki turystyki pieszej
Północnym zboczem, drogą, przechodzi szlak Zamków Piastowskich:
- zielony – biegnący z Bolkowa przez Płoninę, Turzec i Różankę do Janowic Wielkich.